# Priocnemis vulgaris
Priocnemis vulgaris är en stekelart som först beskrevs av Dufour 1841.  Priocnemis vulgaris ingår i släktet sågbenvägsteklar, och familjen vägsteklar. Arten har ej påträffats i Sverige.